# Merilia
Merilia là một chi bọ cánh cứng trong họ Chrysomelidae.
Chi này được miêu tả khoa học năm 1848 bởi Lacordaire.

## Các loài
Các loài trong chi này gồm:
- Merilia bipartita Tan & Wang, 1981
- Merilia convexicollis Medvedev, 1993
- Merilia curvipes Medvedev, 1993
- Merilia flavipes Medvedev, 1993